# Ansauvillers
Ansauvillers è un comune francese di 1 226 abitanti situato nel dipartimento dell'Oise della regione dell'Alta Francia.

## Società

### Evoluzione demografica
Abitanti censiti